# アレハンドロ・バルデ
アレハンドロ・バルデ・マルティネス（Alejandro Balde Martínez, 2003年10月18日 - ）は、スペイン・カタルーニャ州バルセロナ県バルセロナ出身のサッカー選手。FCバルセロナ所属。ポジションはディフェンダー。スペイン代表。

## 経歴

### クラブ
FCバルセロナカンテラ出身で、17歳ながらBチームでプレー。2021年9月21日、第5節のグラナダCF戦でトップチームデビューを果たした。
2023年9月20日、バルセロナと2028年6月30日まで契約延長をしたことを発表した。

### 代表
2022年11月、負傷したホセ・ルイス・ガヤに変わり、2022 FIFAワールドカップのスペイン代表に初招集された。同大会でのスペイン代表の初戦であるコスタリカ代表戦にて、64分にジョルディ・アルバとの途中交代でワールドカップという舞台でスペイン代表デビューを果たした。

## プライベート
バルデはバルセロナ市内のサン・マルティ地区出身。父はギニアビサウ出身、母はドミニカ共和国出身であり、移民家庭に育った。両親は現地で小さな通信店舗（コールショップ）を営み、経済的に困難な中でも息子のサッカー活動を全面的に支援した。
バルセロナの下部組織（ラ・マシア）在籍時には脛骨の骨折など複数の負傷を経験したが、精神的な強さと家族の支えにより復帰を果たした。
フィジカル強化のため、プロ入り後はパーソナルトレーナーのジョナタン・メンゲリとともに2年以上にわたって筋力・可動域・瞬発力の向上を目指したトレーニングを継続している。
チームメイトとの関係も良好で、アンス・ファティやラミン・ヤマルとは親しく、SNSではベンチでの冗談のやりとりが話題になることもある。
2025年5月、ヘタフェ戦で人種差別的なチャントを受けた際には「スペインサッカー全体を数人の過ちで汚すべきではない」と発言し、自身のルーツに誇りを示す姿勢を見せた。
恋愛関係については公式な発表はなく、SNSなどでの推測が一部報道されたことはあるものの、本人は私生活を公にすることに慎重である。

## 個人成績
| クラブ     | シーズン | リーグ     | リーグ戦 | リーグ戦 | カップ戦 | カップ戦 | UCL  | UCL  | UEL  | UEL  | その他 | その他 | 合計 | 合計 |
| クラブ     | シーズン | リーグ     | 出場     | 得点     | 出場     | 得点     | 出場 | 得点 | 出場 | 得点 | 出場   | 得点   | 出場 | 得点 |
| ---------- | -------- | ---------- | -------- | -------- | -------- | -------- | ---- | ---- | ---- | ---- | ------ | ------ | ---- | ---- |
| バルセロナ | 2021–22  | プリメーラ | 5        | 0        | 0        | 0        | 2    | 0    | 0    | 0    | 0      | 0      | 7    | 0    |
| バルセロナ | 2022–23  | プリメーラ | 33       | 1        | 4        | 0        | 4    | 0    | 2    | 0    | 1      | 0      | 44   | 1    |
| バルセロナ | 2023–24  | プリメーラ |          |          |          |          |      |      |      |      |        |        |      |      |
| 総通算     | 総通算   | 総通算     | 38       | 1        | 4        | 0        | 6    | 0    | 2    | 0    | 1      | 0      | 51   | 1    |

## 代表歴

### 出場大会
- スペイン代表
  - 2022 FIFAワールドカップ

### 試合数
- 国際Aマッチ 7試合 0得点（2022年-）[12]

| スペイン代表 | 国際Aマッチ | 国際Aマッチ |
| 年           | 出場        | 得点        |
| ------------ | ----------- | ----------- |
| 2022         | 4           | 0           |
| 2023         | 3           | 0           |
| 通算         | 7           | 0           |

## タイトル

### クラブ
バルセロナ
- プリメーラ・ディビシオン : 2回（2022-23, 2024-25）
- コパ・デル・レイ : 1回（2024-25）
- スーペルコパ・デ・エスパーニャ : 1回（2022-23 2024-25)